# Maxime Goisset
Maxime Goisset (Chenôve, 4 de abril de 1985) es un deportista francés que compitió en remo.
Ganó dos medallas en el Campeonato Mundial de Remo, en los años 2006 y 2007, y una medalla de bronce en el Campeonato Europeo de Remo de 2009.

## Palmarés internacional
| Campeonato Mundial | Campeonato Mundial  | Campeonato Mundial | Campeonato Mundial  |
| Año                | Lugar               | Medalla            | Prueba              |
| ------------------ | ------------------- | ------------------ | ------------------- |
| 2006               | Eton (Reino Unido)  | Medalla de bronce  | Cuatro scull ligero |
| 2007               | Múnich (Alemania)   | Medalla de plata   | Cuatro scull ligero |
| Campeonato Europeo |                     |                    |                     |
| Año                | Lugar               | Medalla            | Prueba              |
| 2009               | Brest (Bielorrusia) | Medalla de bronce  | Doble scull ligero  |